# Ориджинал Олл Блэкс
Это статья о классическом составе сборной Новой Зеландии по регби. О музыкальном альбоме группы Kiss см. статью The Originals.

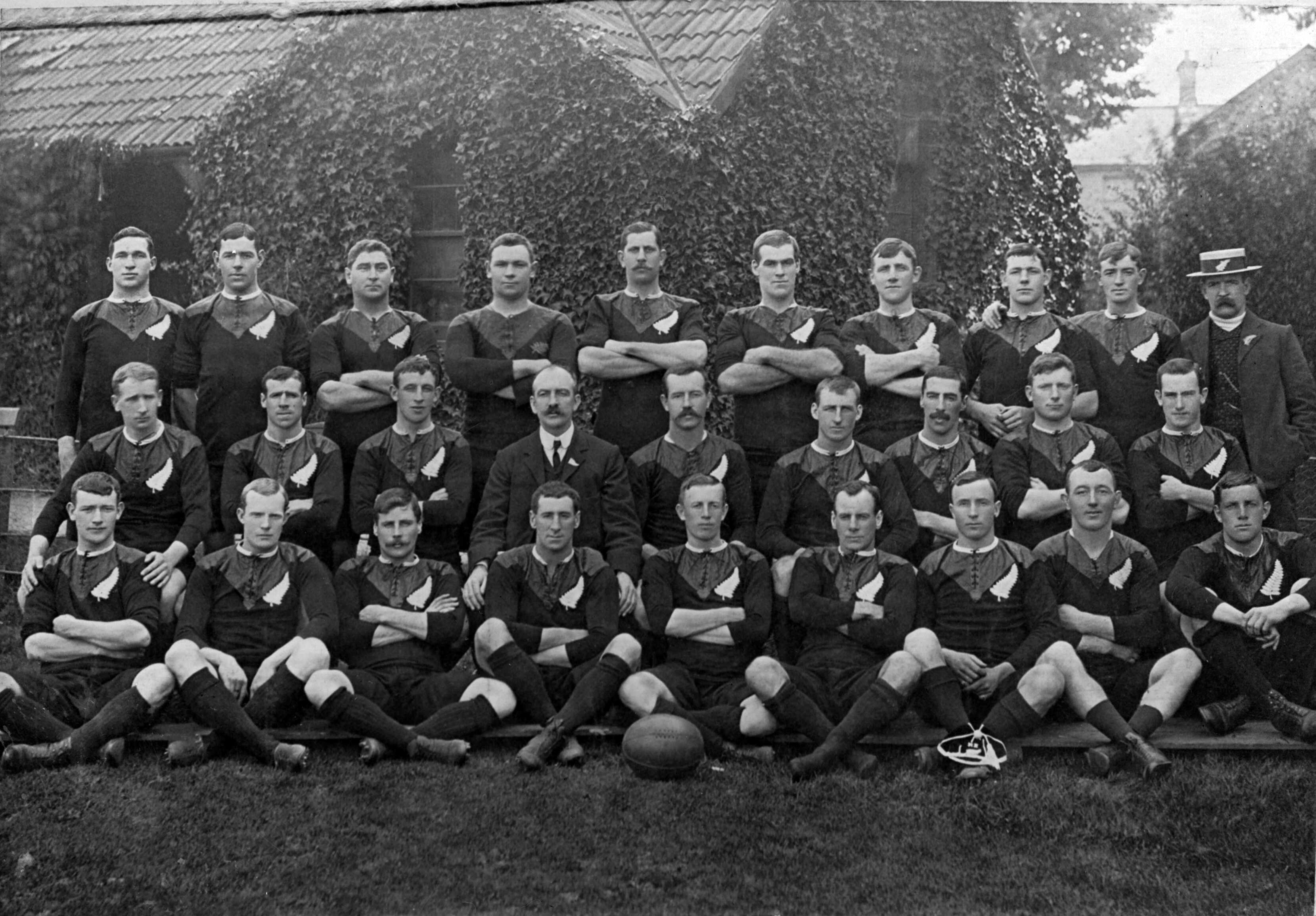
«Ориджинал Олл Блэкс» во время турне по Соединённому королевству

«Ориджинал Олл Блэкс» (англ. The Original All Blacks, «оригинальные All Blacks») или же просто «Ориджиналс» (англ. The Originals) — устоявшееся название первой новозеландской регбийной сборной, выехавшей за пределы Австралазии и посетившей Британские острова, Францию и Северную Америку в 1905—1906 годах.
Её первый матч против команды Девона состоялся 16 сентября. Игра завершилась со счётом 55:4 в пользу новозеландцев, и некоторые британские газеты, усомнившись в возможности такого исхода, ошибочно сообщили о победе девонских регбистов. «Ориджиналс» же обыграли и все остальные английские команды, с которыми им пришлось встретиться; в частности, они обыграли местных чемпионов из сборной Дарема (16:3) и один из старейших в мире клубов «Блэкхит» (32:0).
Новозеландцы также победили сборные Шотландии, Ирландии и Англии, причём наименьшая разница в счёте составила пять очков (12:7, Шотландия). Своё единственное поражение «Олл Блэкс» потерпели в поединке с валлийской сборной — игра состоялась на стадионе «Кардифф Армс Парк» и завершилась некрупной победой хозяев (0:3). Результат встречи с Уэльсом вызвал в регбийном сообществе споры: крыльевой новозеландцев Боб Динс утверждал, что им была занесена проигнорированная судьями попытка. Тем не менее, исход игры остался неизменным, и эксперты сошлись во мнении о превосходстве валлийцев. Новозеландцы продолжили турне победами над валлийскими клубами, доставшимися им в упорной борьбе, и успехом в противостоянии с первой французской сборной — та игра стала первым тестовым матчем в истории les Bleus. По пути домой «Олл Блэкс» посетили Северную Америку, где сыграли с двумя канадскими командами. В общей сложности оригинальный состав новозеландцев провёл 35 матчей, из которых пять имели статус тестовых, и всего один обернулся поражением.
Британская часть турне «Олл Блэкс» приобрела исторический статус как в регбийном мире, так и в новозеландском обществе. Команде путешественников удалось набрать 976 очков, а их соперники смогли заработать лишь 59, благодаря чему за Новой Зеландией закрепилась репутация мировой регбийной державы. Популярное ныне прозвище новозеландцев — «Олл Блэкс», то есть «полностью чёрные», — было впервые использовано именно тогда. Часть игроков оригинального состава продолжила выступления в рамках турне 1907—1908 годов, прошедшего в Австралии и Великобритании. В том турне новозеландцы играли с представителями Северного союза регби, организации, впоследствии положившей начало новому виду игры — регбилиг.

## История

### Появление новозеландской сборной

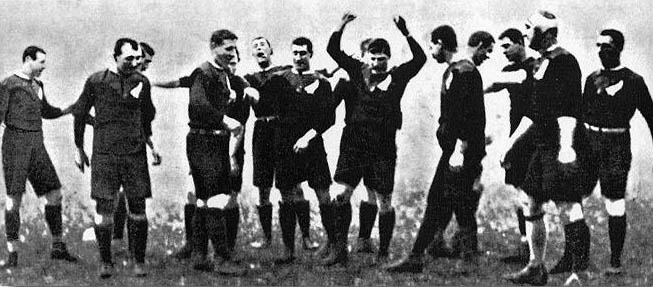
Сборная 1905 года во время исполнения танца хака

После создания Новозеландского регбийного союза, начавшего работу в 1892 году, новозеландские регбисты стали соревноваться со спортсменами из других стран. В 1894 году союз впервые собрал команду для участия в зарубежном турне, матчи которого прошли на полях австралийской провинции Новый Южный Уэльс. Неофициальная новозеландская сборная, составленная из игроков-аборигенов, посещала Британию и Австралию ещё в 1888—1889 годах.
Первый тестовый матч официальной команды состоялся в 1903 году, когда островитяне встретились с Австралией в Сиднее. Домашний тестовый дебют Новой Зеландии пришёлся на следующий год. Тогда молодая сборная выиграла у объединённой британской команды на стадионе «Атлетик Парк» в Веллингтоне (9:3). Игра стала примечательной ещё и потому, что ознаменовала первое поражение британцев в том турне. Всего же европейцы провели в Новой Зеландии пять матчей, победными из которых стали всего два. После тестовой встречи с новозеландцами капитан британцев Дэвид Беделл-Сиврайт сказал, что соперник едва ли сможет одержать громкие победы, выступая в Северном полушарии. Вместе с тем, в его представлении, новозеландцы могли выиграть «большую часть матчей с командами графств».
Организаторы новозеландской сборной, начав подготовку к турне, составили список из 53 игроков, которые могли отправиться в Европу. Оглашение окончательной версии состава было запланировано на конец 1904 года. 25 февраля следующего года представители союза назвали 16 регбистов, которые «непременно» отправятся в путешествие (один из них всё же не смог участвовать в международных играх из-за травмы). Наконец, 3 июня прошёл матч между сборными Северного и Южного островов, по итогам которого были определены 25 спортсменов, достойных представлять Новую Зеландию в Северном полушарии. Впоследствии, незадолго до отбытия команду пополнили ещё двое игроков. Прежде чем отправиться в Британию, 18 членов команды провели три матча в Австралии (2 победы, 1 ничья). Ещё четыре подготовительных матча прошли на территории Новой Зеландии. Два из них завершились победой сборной, в одном матче победитель выявлен не был, и ещё одна встреча с клубом «Веллингтон» обернулась для сборной неудачей.
30 июля команда направилась в Англию на борту судна «Римутака» (англ. Rimutaka). Корабль останавливался в Монтевидео и Тенерифе, а 8 сентября прибыл в английский Плимут. Днём позже регбисты отправились в город Ньютон-Эббот, располагавшийся в 24 километрах от Плимута. Ньютон-Эббот служил тренировочной базой новозеландцев на протяжении большей части их пребывания в Британии.

### Первые матчи

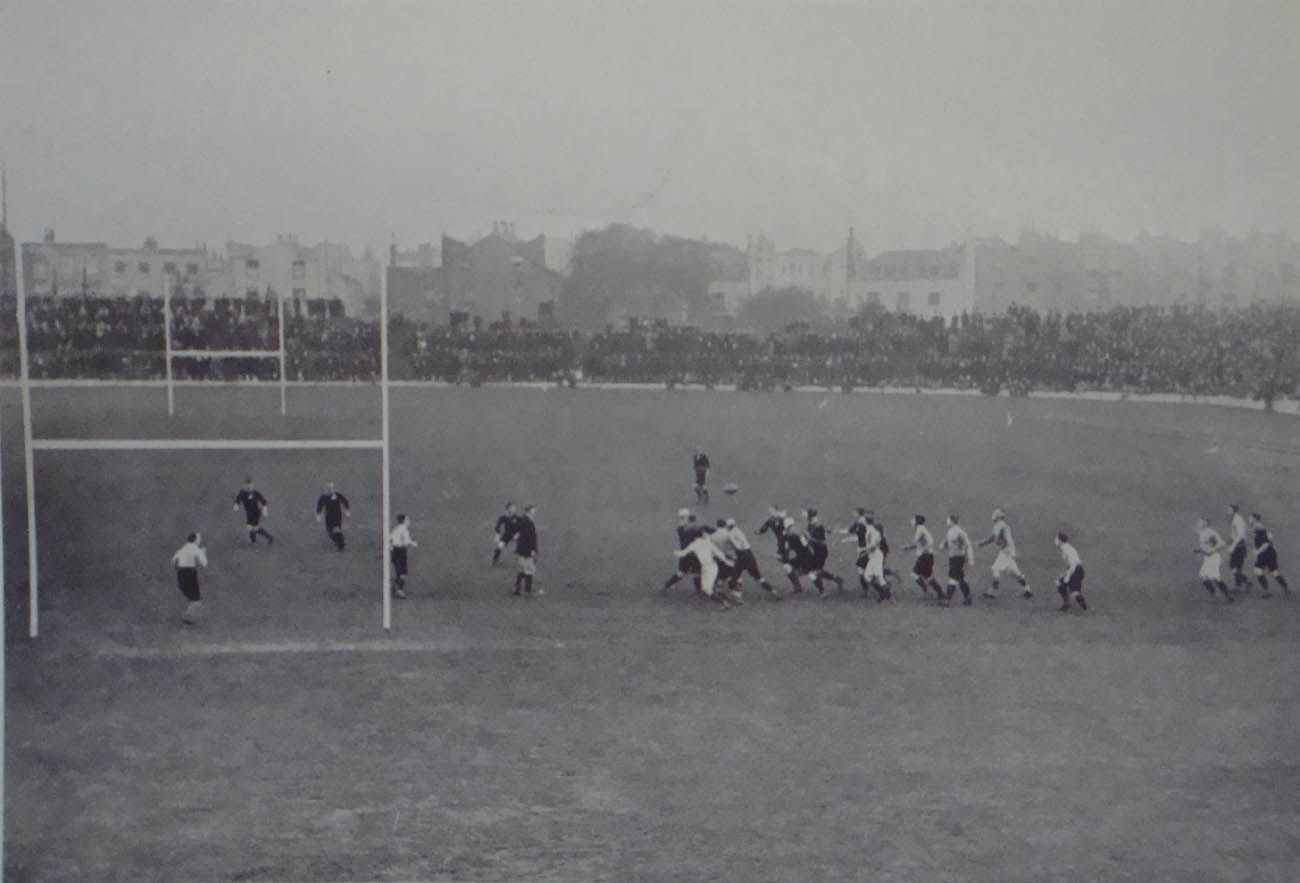
Матч «Ориджиналс» и команды Миддлсекса на стадионе «Стэмфорд Бридж»

Первая игра турне против сборной Девона прошла 16 сентября. Девонцы были тогда финалистом английского чемпионата среди графств, кроме того, команду представляли десять регбистов «Девонпорт Альбиона» — сильнейшего на тот момент клуба Англии. Вследствие этого сборная Девона рассматривалась как фаворит игры, и 6 тысяч пришедших на стадион болельщиков были безмерно удивлены двенадцати попыткам новозеландцев и итоговому счёту 55:4 в их пользу. Билли Уоллес набрал 28 очков и занёс три попытки — подобной результативности не показывал ни один игрок «Олл Блэкс» на протяжении следующих 51 года. Подобный исход игры стал для Британии сенсационным, и некоторые печатные издания даже перепутали победителя и проигравшего, опубликовав счёт «Девон — 55, Новая Зеландия — 4». Вскоре отчёты журналистов были исправлены, а вернувшихся в Ньютон-Эббот «чёрных» встречал духовой оркестр и ликующая толпа болельщиков.
Через пять дней заморские гости встретились с регбистами Корнуолла на стадионе «Рекриэйшн Граунд» (Кэмборн). К перерыву «Ориджиналс» вели со счётом 12:0, но в конце второго тайма на их счету уже было 41 безответное очко и одиннадцать попыток. Позже, 23 сентября «Олл Блэкс» направились на матч с бристольцами. Свидетелями второго подряд триумфа Новой Зеландии — 41:0 — стали шесть с половиной тысяч любителей игры. Затем последовал переезд в Нортгемптон, приведший к очередной победе «киви» (31:0). Таким образом, на счету «Олл Блэкс» было уже 169 очков, в то время как их противники заработали 4.

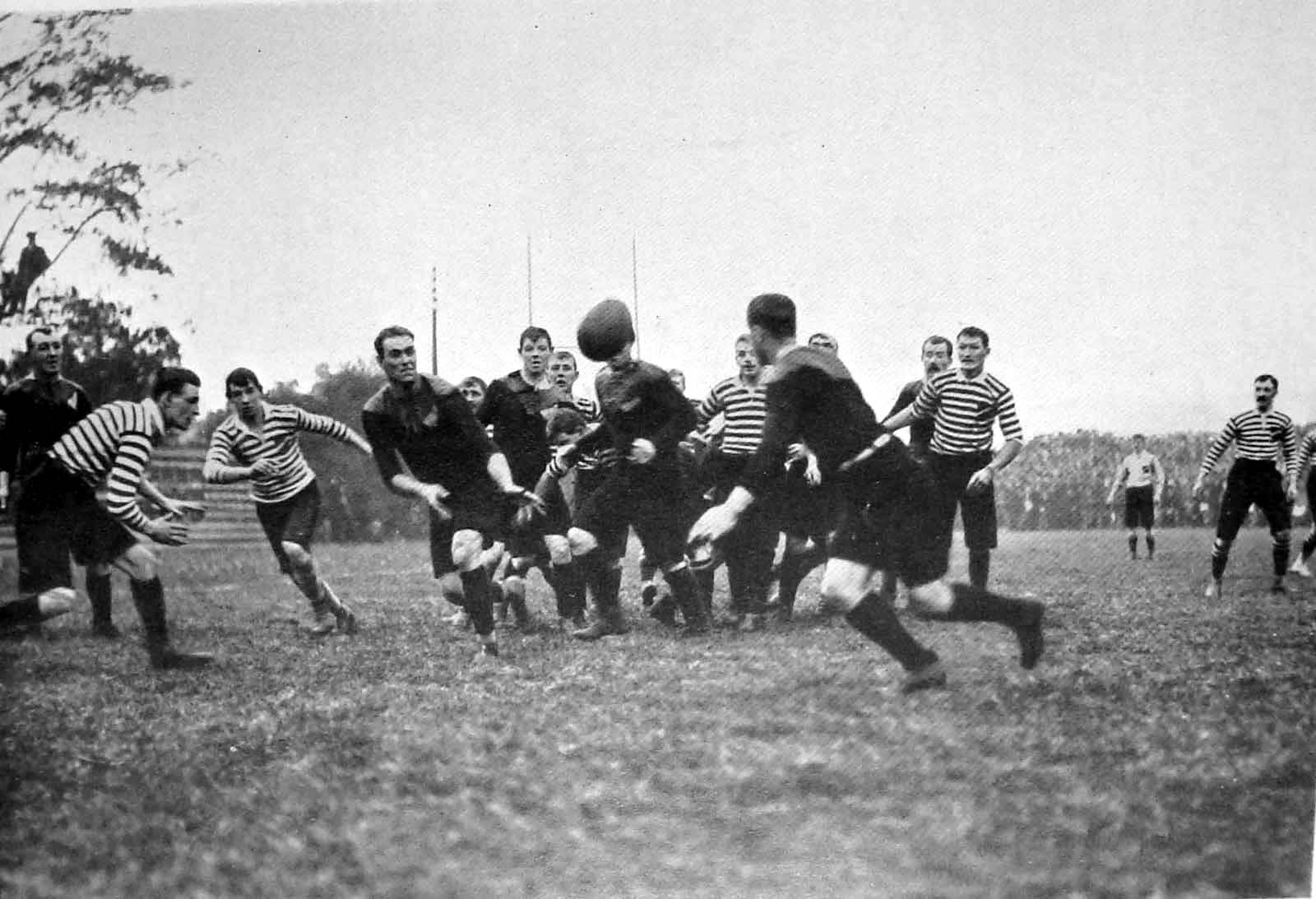
Матч с командой Сомерсета на «Джарвисес Филд»

Новый вызов непобедимым пока новозеландцам бросили регбисты из «Лестера». Матч прошёл 30 сентября на арене «Уэлфорд Роуд»; команда представала одним из сильнейших соперников киви, получившим впоследствии наибольшее представительство в тестовой игре между национальными сборными (4 спортсмена). Действительно, начало матча далось новозеландцам сложнее, чем раньше: за первые 25 минут матча гости не заработали ни балла. Тем не менее, по истечении указанного времени Джорджу Смиту удалось прорвать оборону англичан и открыть счёт матча. В итоге «Олл Блэкс» праздновали победу со счётом 28:0. После успеха в игре со сборной Миддлсекса (34:0) журналист издания The Daily Chronicle восторженно отозвался о стиле игры гостей: «Эти новозеландцы переходят из обороны в атаку так изумительно быстро, что словно пытаются доказать: игра в схватке — простая деталь. В игре нет ничего такого, в чём они бы не преуспевали».
Сложнейшей из текущих игр оказалась встреча гостей со сборной Дарема, прошедшая 7 октября. Если Девон был вице-чемпионом среди английских графств, то Дарем обладал титулом лучшей сборной, и как выяснилось позже, первым занёс новозеландцам попытку. Стартовая половина игры завершилась со скромным преимуществом «Олл Блэкс» (6:3), второй же тайм прошёл при явном превосходстве гостей, набравших 10 очков; итоговый счёт — 16:3. После тяжёлого матча с Даремом новозеландцы одержали свою наиболее крупную победу, разгромив сборную регбийных клубов Хартлпула (63:0).
Следующими тремя соперниками «Ориджиналс» стали команды Нортамберленда, Глостера и Сомерсета. Ни один из коллективов не смог огорчить киви, зато гости набрали в этих матчах 31, 44 и 23 очка соответственно. Спустя четыре дня после игры с Сомерсетом новозеландцы встретились с чемпионом Англии и вице-чемпионом Великобритании, клубом «Девонпорт Альбион». Двенадцатая победа южан (21:3) была одержана на глазах 20 тысяч болельщиков.

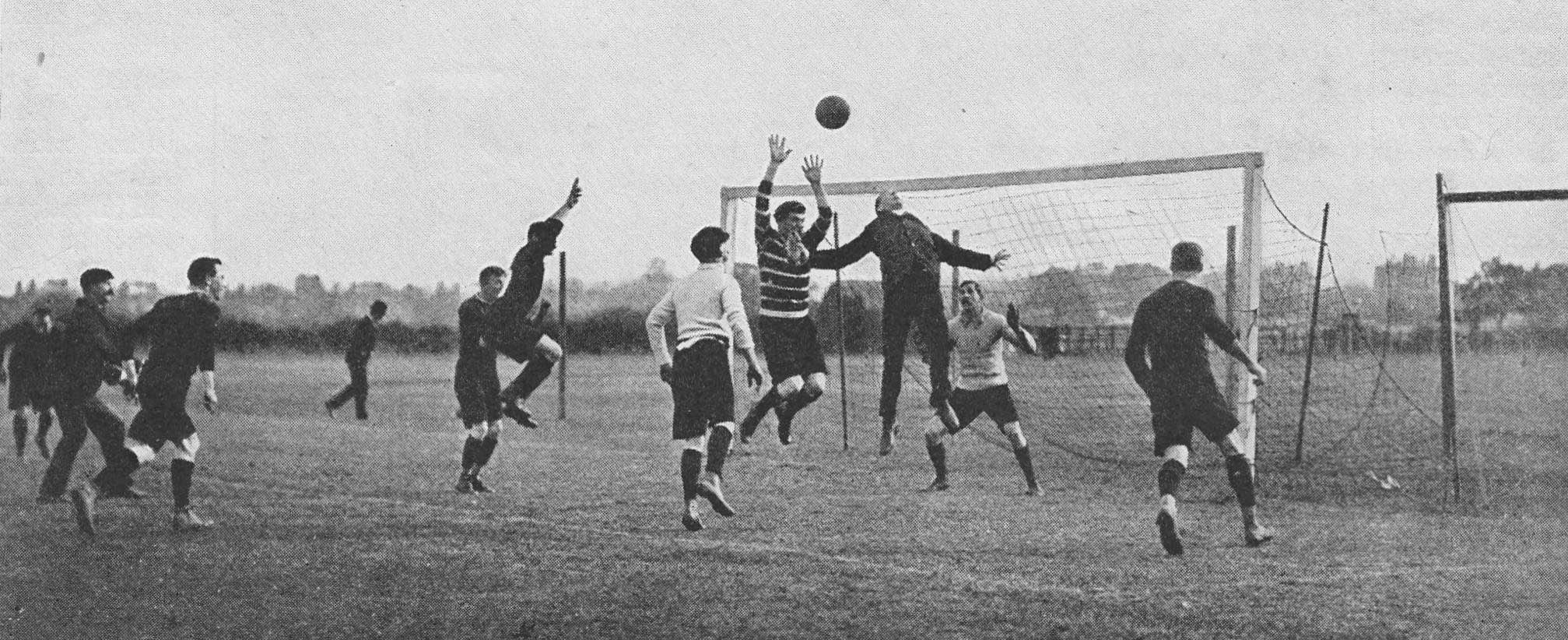
«Олл Блэкс» играют в футбол. Тренировка перед матчем с Сурреем

Чуть менее обширной стала аудитория матча со сборной Мидлендских графств: игру посетили 17 тысяч любителей регби, среди которых были и официальные представители Валлийского регбийного союза. Несмотря на занесённую и реализованную попытку англичан, «чёрные» сумели продолжить победную серию, выиграв 21:5. После этого новозеландцы одержали ещё две победы над лучшими регбистами Суррея (11:0) и командой «Блэкхит» (32:0). По мнению Билли Уоллеса, семь попыток в игре с «Блэкхитом» обозначили пик возможностей той новозеландской команды: «К сожалению, после этой игры травмы начали брать своё, помешав нам подобрать столь сильный состав когда-либо ещё в рамках турне».
Последовавшие три матча новозеландцы отыграли в течение пяти дней. 13 попыток, автором пяти из которых стал Джимми Хантер, обеспечили новозеландцам крупную победу (47:0) в противостоянии с командой Оксфордского университета. Через два дня гости добились аналогичного исхода в игре со студентами из Кембриджа, уступившими с меньшим счётом (0:14) благодаря тактике игры ногами и быстрым защитникам. Поскольку тестовый матч с шотландцами был всё ближе, новозеландцы предоставили отдых сразу нескольким спортсменам: Хантеру, Стеду, Селлингу и Джиллетту. Ещё через два дня «чёрные» выиграли у «Ричмонда» (17:0), а затем померились силами с командой Бедфорда. В первом тайме новозеландцы занесли четыре попытки, во втором последовали ещё шесть. Итоговый счёт — 41:0 — позволил гостям преодолеть рубеж в 600 очков, набранных в течение турне.

### Шотландия

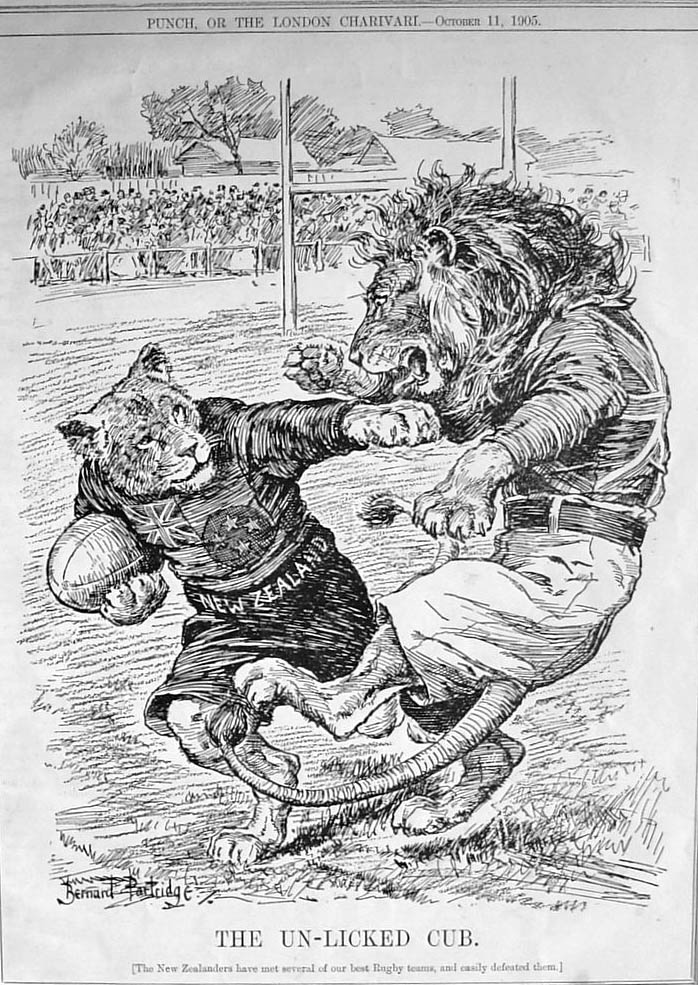
Иллюстрация в журнале «Панч»: львёнок в форме новозеландцев побеждает взрослого самца-британца

Регби считалось элитарной игрой в Шотландии начала XX века. Шотландский регбийный союз был весьма консервативен в своих решениях. Руководство союза считало, что регби должно оставаться строго любительским. Это отчуждало от игры представителей рабочего класса, которые не могли пропускать рабочие дни без денежных компенсаций. В то же время правление союза разделяло позицию о том, что регби необходимо спортсменам, но не зрителям. Шотландцы приняли гостей из Новой Зеландии менее доброжелательно, чем англичане. Перед игрой новозеландцы отправили хозяевам матча письмо, в котором сообщалось, что команде не требуются развлекательные мероприятия после матча. Организаторы восприняли сообщение буквально, и не пригласили регбистов на торжественный обед, организованный Шотландским регбийным союзом по окончании игры. Кроме того, союз отказался признать встречу полноценной международной игрой.
С другой стороны, игра принесла новозеландцам финансовую выгоду. Новозеландский регбийный союз запросил у шотландских коллег £500 в качестве гарантии, однако, ввиду сложной финансовой ситуации, шотландцы отказались от прямой выплаты, предложив взамен передать все доходы от матча за вычетом издержек. Матч привлёк большое внимание болельщиков, и в итоге новозеландцы получили более £1700. Шотландцы остались довольны сделкой, предложив аналогичную схему южноафриканским регбистам в 1906 году. Тем не менее, представители Шотландского союза испытывали беспокойство относительно выплат в три шиллинга, которые каждый игрок «Олл Блэкс» получал ежедневно в ходе турне. Когда шотландские регбийные чиновники узнали о том, что выплаты одобрены английским союзом, матч кубка Калькутты — ежегодного соревнования между сборными Шотландии и Англии — был отменён.
Матч был проведён 18 ноября несмотря на низкое качество поля. Регбисты играли на замёрзшем покрытии, не посыпанным соломой за ночь до матча. Первый удар по мячу нанесли новозеландцы, которые и удерживали инициативу в течение первых десяти минут. Затем шотландцы заработали право на проведение схватки вблизи зачётной зоны гостей. Преодолев сопротивление «Олл Блэкс», шотландцы передали мяч Эрнесту Симсону, забившему дроп-гол и оформившему преимущество своей команды, — 4:0 — а новозеландцы впервые за всю серию оказались в роли догоняющих. В оставшееся время тайма киви смогли занести две нереализованные попытки, на что шотландцы ответили одной, также нереализованной. Счёт 7:6 сохранялся практически всю вторую половину игры, и «чёрные» были близки к своему первому поражению в турне. Тем не менее, за четыре минуты до финального свистка арбитра была назначена схватка, в результате которой Джордж Смит стал автором ещё одной попытки гостей. Ещё одна попытка была занесена Биллом Каннингемом под занавес матча. Итоговый счёт матча — 12:7 в пользу сборной Новой Зеландии.
Четырьмя днями позже «Ориджиналс» встретились с командой «Уэст оф Скотланд» в Глазго. Примечательно, что учащиеся средних школ города получили полдня отдыха и были отпущены на игру. Новозеландцы занесли шесть попыток и победили со счётом 22:0. Третий тестовый матч сборной должен был состояться в Ирландии.

### Ирландия
Ирландцы встретили новозеландских регбистов более благожелательно, чем руководители Шотландского союза. Утром, по прибытии гостей в Белфаст представители Ирландского регбийного союза встретили их и пригласили на специальный завтрак. Ирландия, точнее графство Донегол, была родиной игрока «Олл Блэкс» Дэйва Галлахера, который покинул Британские острова в возрасте четырёх лет. Прибывших на дублинский вокзал новозеландцев приветствовали тысячи любителей регби. Перед матчем, в четверг представители обеих сборных посетили театральное представление. Ирландцы и новозеландцы разместились на своих местах поочерёдно, желая сделать общение как можно более тесным.
На матч, состоявшийся в субботу, 25 ноября на арене «Лэнсдаун Роуд», были проданы 12 тысяч билетов, то есть полный их тираж. В составе новозеландцев отсутствовал уроженец Ирландии Галлахер, получивший травму. Ещё одно тактическое изменение было связано с переводом Саймона Майнотта на позицию крыльевого, ранее на ней не игравшего. Таким образом, в распоряжении тренера оказались трое трёхчетвертных. В первые тридцать минут матча на поле доминировали ирландские нападающие. Ближе к экватору игры новозеландцы сумели изменить её ход, занеся попытку (Боб Динс) и совершив реализацию (Билли Уоллес). В начале второго тайма гости из Южного полушария укрепили преимущество силами тех же Динса и Уоллеса. Третью и последнюю попытку «чёрных» записал на свой счёт Алекс Макдональд. Уоллес, в свою очередь, совершил третью успешную реализацию и установил итоговый счёт — 15:0.
Второй матч ирландской части турне прошёл в Лимерике. Впрочем, на игру с «Манстером» отправились далеко не все члены новозеландской сборной; менеджер команды Джордж Диксон даже попытался отменить матч. Встреча, которая всё же была проведена, принесла «Ориджиналс» ещё одну победу (33:0). В ходе матча, увиденного 3 тысячами зрителей, на счёт новозеландцев были записаны восемь попыток. Одной из них стала штрафная попытка, назначенная за нарушение правил против Фреда Робертса, находившегося неподалёку от линии.

### Англия

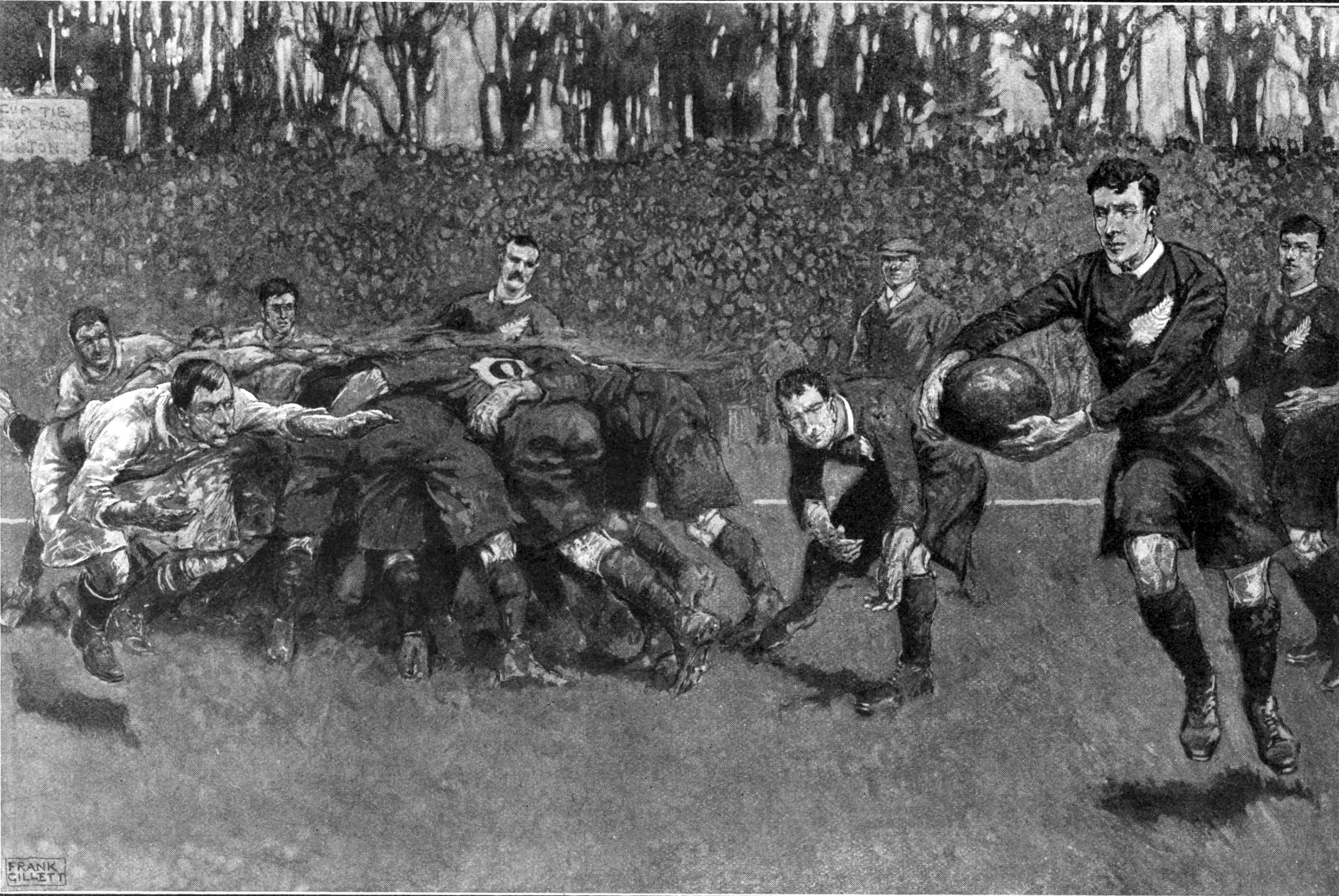
Матч сборных Англии и Новой Зеландии на стадионе «Кристал Пэлас». На матче присутствовали по меньшей мере 50 тысяч зрителей

После игры с «Манстером» новозеландцы вернулись в Англию. В силу ожидаемого ажиотажа игру перенесли со стадиона «Блэкхит» на более вместительную арену спортивного комплекса «Кристал Пэлас»; объект был способен принять 50 тысяч болельщиков. Тем не менее, сообщалось, что на игре присутствовали от 70 до 100 тысяч любителей регби — многие из них не заплатили за билет. Тем самым был установлен новый лондонский рекорд посещаемости регбийного или футбольного матча. За игрой наблюдал и Принц Уэльский, будущий король Георг V.
Игра с англичанами должна была стать третьим тестовым матчем новозеландцев за три недели. Команда проводила международные встречи по субботам, а в середине недели проводились матчи с местными командами. Тренеры английской сборной вызвали восемь новых игроков и избрали тактику игры с т. н. «ровером» или крыльевым-нападающим с семью другими форвардами. Журналисты окрестили матч «бенефисом игрока „Олл Блэкс“ Данкана Макгрегора». Трёхчетвертной занёс англичанам четыре попытки — подобное достижение новозеландцы повторили лишь в 1987 году. Ещё одна попытка была занесена в актив Фреда Ньютона; в итоге ни одна из пяти попыток «Олл Блэкс» не была реализована, и матч завершился со счётом 15:0. Английский спортсмен Чарльз Бёрджесс Фрай после матча сказал: «Мнение о том, что эти люди победили нас благодаря нашей физической слабости, вздорно. Они победили нас благодаря организации и тактике.» Интересно, что свисток судьи Джила Эванса, использовавшийся в той знаменательной игре, вошёл в историю регби: именно его звук обозначает начало всех стартовых матчей всех розыгрышей чемпионата мира по регби. В перерывах между розыгрышами Кубка Уэбба Эллиса свисток хранится в Новозеландском музее регби в Палмерстон-Норт. Артефакт был передан музею председателем национального регбийного союза и менеджером «Олл Блэкс» в 1924—1925 годах.
Прежде чем сыграть с валлийской сборной, новозеландцы выходили на поле ещё трижды. Первая встреча с регбистами Челтнема состоялась 6 декабря. «Чёрные» одержали победу со счётом 18:0, занеся четыре попытки. Три из них принёс команде Гарольд Эбботт. Вторая игра прошла в Беркенхеде, соперником же выступила сборная Чешира. На этот раз новозеландцы занесли десять попыток и в присутствии 8 тысяч зрителей выиграли со счётом 34:0. Третий успех «чёрные» праздновали в матче с командой Йоркшира, который прошёл в Лидсе. Данная территория находилась в ведении Северного союза регби, предлагавшего собственные правила игры — впоследствии они легли в основу регбилиг (регби-13). Приезд новозеландцев привлёк внимание союза, который отправил на матч своих скаутов, пытаясь привлечь гостей к игре по своим правилам. Игра же завершилась со счётом 40:0, обеспеченном десятью попытками гостей. За встречей наблюдали 24 тысячи болельщиков.

### Уэльс
Матч оригинального состава «Олл Блэкс» и сборной Уэльса считается одним из величайших противостояний в истории спорта. Игра состоялась 16 декабря на арене «Кардифф Армс Парк»; в тот день стадион посетили 47 тысяч болельщиков. Перед игрой новозеландцы исполнили танец новозеландских аборигенов хака, и если во время танца стадион находился в полной тишине, то по окончании представления трибуны разразились аплодисментами. Затем болельщики, ведомые игроком сборной Уэльса Тедди Морганом, исполнили национальный гимн валлийцев, Hen Wlad fy Nhadau («Земля Отцов»). По замыслу организаторов, исполнение гимна должно было ослабить тот сильный психологический эффект, который танец новозеландцев оказал на соперников. Известно, что традиция исполнения гимнов перед спортивным состязаниями была заложена именно в том матче.
Ситуация перед матчем была противоречивой; менеджер новозеландцев Диксон и представители Валлийского регбийного союза не смогли договориться о кандидатуре главного арбитра. Обе стороны отвергали все предложения оппонентов. Согласно правилам того времени, в подобных условиях право выбора переходило к третьей стороне — иностранному регбийному союзу, который должен был быть назван валлийцами. Хозяева обратились к шотландским коллегам, выбор которых пал на их соотечественника Джона Далласа. Его судейство вызвало нарекания, поскольку он вышел на игру в неподходящей экипировке и не успевал следить за ходом матча.
Другим источником разногласий послужила замена «первого пяти-восьмого» Билли Стеда на Саймон Майнотта. Отсутствие Стеда в составе «Олл Блэкс» объяснялось рядом причин. Прежде всего, утверждалось, что место в составе получил именно Стед, однако, видя разочарование Майнотта, он отказался от участия в пользу товарища по команде. В официальной же версии сообщалось о травме Стеда — тем не менее, состояние его здоровья позволило ему выполнять функции тач-судьи.
Вскоре после стартового свистка была назначена схватка. «Олл Блэкс» подвергались наказанию во время каждой схватки — причиной тому послужило построение команды. Новозеландцы располагались по схеме 2-3-2, выставляя в первую линию всего двух игроков. В то же время для британских команд того времени, в том числе и для той валлийской сборной, было характерно построение 3-2-3. Валлийцы всякий раз формировали первую линию схватки уже после того, как это делали новозеландцы. В результате первая линия сборной Уэльса могла расположиться таким образом, что оба новозеландских оппонента оказывались между двумя валлийцами. Следовательно, любая попытка новозеландцев протолкнуть мяч назад пресекалась арбитром. Капитан «Олл Блэкс» Галлахер решил отказаться от дальнейшего участия в схватках, и в дальнейшем все схватки заменялись передачей мяча валлийцам.

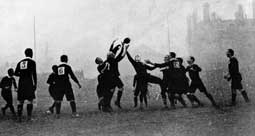
Розыгрыш коридора в матче сборных Уэльса и Новой Зеландии

Игра «чёрных» в первом тайме не была выдающейся. На удары ногами в сторону фулбэка валлийцев Уинфилда он отвечал более сильными ударами, выводившими мяч за пределы поля. В первые десять минут новозеландец Робертс дважды преодолевал защитные редуты британской команды, однако оба раза его останавливал Уинфилд. Через некоторое время судья назначил попытку в 25 ярдах (примерно в 23 метрах) от линии ворот «Олл Блэкс». Получившие мяч британцы разыграли комбинацию, в которой приняли участие Оуэн, Буш, Притчард, Гейб и Морган. Последний преодолел те самые 25 ярдов и, уклонившись от Джиллетта, занёс мяч в зачётную зону гостей. Уинфилд не сумел реализовать попытку, и счёт остался неизменным — 3:0. В заключительной стадии первого тайма новозеландцы начали обретать преимущество, завершив первую половину матча в мощной атаке. Диксон заявил, что перерыв был объявлен на две минут раньше необходимого, в то время как Уоллес говорил о трёх минутах.
Новозеландцы открыли второй тайм, и первая его стадия прошла в равной борьбе. Новозеландец Майнотт стал часто ронять мяч, и через некоторое время Робертс перестал передавать мяч коллеге. Валлийцы имели возможность занести попытку, но стремление забить дроп-гол и ошибки при приёме мяча помешали им укрепить преимущество. Также во втором тайме — точное время эпизода остаётся неизвестным — новозеландцы были как никогда близки к цели. Британские регбисты выиграли коридор на стороне «Олл Блэкс»; в результате диагональной передачи ногой мяч преодолел значительную часть поля и оказался у приземлившего снаряд Уоллеса. Новозеландец устремился в атаку и, преодолев оборонительную линию валлийцев, оказался лицом к лицу с фулбэком Уинфилдом. Уоллес сделал передачу Динсу, на котором — либо на линии ворот, либо рядом с ней — был произведён захват. Судья Даллас назначил схватку в пяти ярдах (примерно в 4,5 метрах) от зачётной линии валлийцев, однако «Олл Блэкс» не смогли воспользоваться данной возможностью. Новозеландцы могли набрать очки и в некоторых других случаях: так, Майнотта задержали за линией, близкий к цели Динс вновь подвергся захвату, а Макгрегор, также находившийся недалеко от зачётной зоны соперника, совершил пас вперёд. В итоге же матч завершился со счётом 3:0 в пользу красно-белых.

### Другие матчи в Уэльсе
После тестовой игры со сборной Уэльса Диксон и Валлийский регбийный союз продолжили споры о порядке назначения арбитров. Разногласия были столь существенными, что Диксон даже угрожал отменой всех оставшихся игр «Олл Блэкс» на территории Уэльса. Руководители союза в свою очередь заявили, что если предложенные ими кандидатуры судей будут отклонены, то союз также откажется от проведения матчей. Спор был разрешён лишь тогда, когда председатель Регбийного союза Англии Роуленд Хилл убедил коллег из Уэльса принять кандидатуру Джила Эванса, валлийца из Бирмингема. Эванс, приглашённый на три следующих матча «Олл Блэкс», уже работал в матче новозеландцев с Англией, и был уважаем регбистами «Ориджиналс».
21 декабря новозеландцы сыграли с «Гламорганом» в Суонси. В первые тридцать минут гостям помогал попутный ветер. Ближе к концу первой половины матча Робертс завладел разыгрывавшимся в схватке мячом, передал его Смиту, а тот — Эбботту. Эбботт вернул мяч Смиту, который проник в угол зачётной зоны и вывел команду вперёд. Во втором тайме валлийцы атаковали, но так не смогли открыть счёт своим попыткам. Новозеландцы, напротив, сумели совершить данное результативное действие ещё дважды: авторами попыток стали Макдональд и Уоллес. Итоговый счёт — 9:0.
Два дня спустя киви встретились с «Ньюпорт» на городском Атлетическом стадионе. Ранней попыткой отметился Эрик Харпер, и Уоллес, вспоминавший о той игре позже, говорил, что победа казалась тогда весьма вероятной. Сам Уоллес успешно реализовал пенальти, и «Ориджиналс» завершили тайм с шестью очками. В начале второго отрезка матча игрок «Ньюпорта» Роуленд Гриффитс также удачно исполнил штрафной удар. После перерыва валлийцы демонстрировали весьма качественную игру, однако набрать дополнительные очки они не смогли, и матч завершился победой сборной Новой Зеландии (6:3).
Третьим клубным соперником новозеландцев стал «Кардифф» — игра прошла 26 декабря, в т. н. День подарков. Афиши к матчу намекали на то, что встреча должна стать своеобразным реваншем валлийской сборной, ведь многие её члены выступали именно за «Кардифф». Как и в случае с тестовым матчем, игра прошла на арене «Кардифф Армс Парк»; в этот раз на стадион пришли 50 тысяч зрителей. Не сумев забить дроп-гол и реализовать пенальти, британцы смогли занести попытку, творцами которой выступили Николлс и Гейб. Совершив реализацию, регбисты «Кардиффа» повели со счётом 5:0. Через 20 минут после стартового свистка серьёзную травму получил новозеландец Джим О’Салливан, сломавший ключицу после проведённого на нём захвата; на протяжении всего оставшегося времени «Олл Блэкс» были представлены 14 спортсменами. Находившиеся в меньшинстве гости атаковали при первой же возможности, и под занавес первого тайма Мона Томсон занёс попытку в угол зачётной зоны «Кардиффа». Уоллес реализовал её, благодаря чему счёт матча стал равным. Первые 30 минут второй половины прошли в попеременных атаках команд. После того, как капитан валлийцев Перси Буш не смог опустить мяч, оказавшийся за зачётной линией «Кардиффа», новозеландец Джордж Николсон совершил нырок и оформил попытку. Уоллес во второй раз преуспел в реализации, установив счёт 10:5. Британские спортсмены ответили на это своей попыткой, которую, впрочем, не сумел реализовать Уинфилд. «Кардифф» потерпел поражение, ставшее для команды единственным в сезоне, а в следующем соревновательном году валлийский клуб обыграл регбистов из Южной Африки (17:0).
Наконец, последним британским оппонентом «Ориджиналс» стал клуб «Суонси». Игра соперников прошла 30 декабря на стадионе «Сент-Хеленс Граунд». За два сезона валлийцы, располагавшие титулом чемпиона Великобритании, проиграли всего однажды («Кардиффу»). Уоллес вспоминал: «Это был тридцать второй матч турне, и наши сердца радовались при мысли о том, что он должен был стать последним.» События первого тайма разворачивались преимущественно на половине новозеландцев. «Чёрные» пытались продвинуться вперёд за счёт ударов по мячу ногами, однако сильный ветер сводил на нет все их усилия. По истечении 25 минут игрок «Суонси» Фред Скрайн занёс попытку, которая не была реализована. Во втором тайме «Олл Блэкс», игравшие теперь по направлению ветра, практически выровняли счёт, однако новозеландец Макгрегор заступил за пределы поля, и атака была сорвана. Вскоре Уоллес завладел мячом, приблизился к 25-ярдовой линии «Суонси» и забил дроп-гол при сильном ветре. Дальнейшая тактика новозеландцев заключалась в отражении атак «Суонси» путём выбивания мяча ногами. Игра проходила в подобном ключе 15 минут, после чего матч завершился со счётом 4:3 в пользу «Ориджиналс».
Победа сборной Уэльса и равная игра новозеландцев с местными клубами продемонстрировали, что валлийское регби было одной из сильнейших школ того периода.

### Франция и Северная Америка
Новозеландцы прибыли в Париж в канун новогоднего праздника, и уже 1 января сыграли с французской сборной на «Парк де Пренс»; данный матч стал первой игрой в истории сборной Франции. Капитан французов Анри Аман предоставил право выбора ворот и стартовый удар соперникам. Несмотря на доминирование новозеландцев, первыми попытку занесли европейцы, а именно Ноэль Сессьё. Первая половина завершилась со счётом 18:3 в пользу «Ориджиналс». После перерыва преимущество в счёте сократил Жорж Жером (18:8). Затем «чёрные» занесли шесть попыток, и, набрав в итоге десять, победоносно завершили матч (38:8). При этом восемь очков французов и две их попытки показали, что континентальная команда атаковала лучше любой британской (сборная Уэльса обыграла новозеландцев, однако набрала все три балла).
Проведя несколько дней в столице Франции, гости из Южного полушария вернулись в Лондон. Однако возвращение регбистов на родину последовало не сразу: выяснилось, что новозеландский Премьер-министр Ричард Седдон включил в их маршрут Северо-Американские Соединённые Штаты. Регбисты желали вернуться немедленно, но Седдон настоял на своём решении. Новозеландцы находились в Британии ещё две недели; многие из них провели это время в кругу друзей и близких, а Стед и Галлахер воспользовались перерывом для написания труда The Complete Rugby Footballer («Совершенный регбист»). Команда вновь собралась 19 января и приняла участие в прощальном обеде, организованном Лондонским новозеландским обществом. На следующий день регбисты приехали в Саутгемптон, где сели на борт судна SS New York и покинули Британские острова.
Прибыв в Нью-Йорк, новозеландцы провели там несколько дней и приняли участие в выставочном матче. Игра прошла в Бруклине, и, несмотря на афишу «Новая Зеландия — Нью-Йорк», за американскую команду играли некоторые представители «Олл Блэкс». Новозеландцы выиграли матч и направились в Сан-Франциско, попутно посещая Ниагарский водопад, Чикаго и Гранд-Каньон. В Сан-Франциско новозеландцы провели два матча с командой Британской Колумбии. Обе встречи, завершившиеся со счётом 43:6 и 65:6, принесли победу «Ориджиналс». После матчей в Калифорнии гости отплыли в Новую Зеландию.

## Нововведения и тактика
Игра новозеландцев оказала влияние как на британское, так и на французское регби. Во время проведения тура многие эксперты из Северного полушария критиковали новозеландцев за использование крыльевого-нападающего. Они объясняли успех «Олл Блэкс» именно этим тактическим решением. Критики считали, что этот игрок, снабжавший схватку мячом, мешал регбистам соперника; утверждалось, что разрешение подобной тактики было связано лишь с низким качеством судейства.
Другие эксперты видели причину успеха новозеландцев в сочетании ряда факторов, в частности, дисциплины и организованности. Тогда принципы организации новозеландцев стал известны как «научный подход». Каждый нападающий команды исполнял особую роль и схватке, занимая в ней заранее определённую позицию. Соперники новозеландцев формировали ряды схватки в порядке прибывания к месту её назначения. Таким образом, новозеландцы были лучше готовы для игры на конкретной позиции, что давало им существенное преимущество. «Олл Блэкс» отдельно тренировались в розыгрыше коридора, что улучшало взаимопонимание между игроком, вбрасывавшим мяч, и игроком, который должен был его принять.
Новозеландская система организации защиты также отличалась от британской. В составе «Олл Блэкс» было два «пяти-восьмых»: эти игроки располагались между полузащитниками и трёхчетвертными. Оба игрока данного амплуа давали команде оборонительное преимущество. Другой особенностью новозеландской защиты, удивившей британскую прессу, стало частое подключение фулбэка Уоллеса к атакам своей команды. Новозеландцы считали, что любой регбист, будь то защитник или нападающий, должен освобождать себя от опеки и принимать мяч от атакующего коллеги.
Ещё одним фактором, обусловившим успех «Ориджиналс», стала их превосходная физическая подготовка, достигавшаяся ими в ходе длительных тренировок. В то время один тайм в Новой Зеландии продолжался 45 минут, в то время как в Британии регбисты играли по 35. В результате новозеландцы могли поддерживать высокую скорость игры значительно дольше, чем их оппоненты.

## Название
Отправившаяся в турне команда официально называлась Футбольной командой Новой Зеландии (англ. New Zealand Football Team); также использовалось более простое название «Новозеландцы» (англ. The New Zealanders) и неформальные варианты именования «Маорилэндерс» (англ. Maorilanders, «жители земли маори») и «Колониалс» (англ. Colonials, «жители колонии»). Прозвище команды «Олл Блэкс» (англ. All Blacks, «полностью чёрные»), появилось именно во время турне. Согласно версии Билли Уоллеса, одна из лондонских газет сообщала, что гости из Новой Зеландии играли так, будто бы «все они были защитниками» (англ. all backs, «олл бэкс»). Уоллес утверждал, что из-за типографской ошибки в дальнейшем команда упоминалась как «Олл Блэкс». Уоллес ушёл из жизни последним среди игроков «Ориджиналс», и данная версия происхождения прозвища разделяется многими. Тем не менее, девонское издание Express and Echo вскоре после матча новозеландцев с местными регбистами опубликовало заметку, где сообщалось о «Полностью чёрных», использовавших «чёрную и монотонную одежду».

## Результаты
Матчи сборной Новой Зеландии в турне по Северному полушарию. Тестовые матчи выделены жирным шрифтом.
| Соперник                   | Очки + | Очки — | Дата       | Стадион                                   | Статус матча        |
| -------------------------- | ------ | ------ | ---------- | ----------------------------------------- | ------------------- |
| Девон                      | 55     | 4      | 16.09.1905 | «Каунти Граунд», Эксетер                  | Матч в рамках турне |
| Корнуолл                   | 41     | 0      | 21.09.1905 | «Рекриэйшн Граунд», Камборн               | Матч в рамках турне |
| «Бристоль»                 | 41     | 0      | 23.09.1905 | «Мемориал Граунд», Бристоль               | Матч в рамках турне |
| «Нортгемптон»              | 32     | 0      | 28.09.1905 | «Нортгемптон Граунд», Нортгемптон         | Матч в рамках турне |
| «Лестер»                   | 28     | 0      | 01.10.1905 | «Уэлфорд Роуд», Лестер                    | Матч в рамках турне |
| Миддлсекс                  | 34     | 0      | 04.10.1905 | «Стэмфорд Бридж», Лондон                  | Матч в рамках турне |
| Дарем                      | 16     | 3      | 07.10.1905 | «Дарем Граунд», Дарем                     | Матч в рамках турне |
| Хартлпул                   | 63     | 0      | 11.10.1905 | «Хартлпул Роверс Граунд», Хартлпул        | Матч в рамках турне |
| Нортамберленд              | 31     | 0      | 14.10.1905 | «Перси Парк Граунд», Норт-Шилдс           | Матч в рамках турне |
| «Глостер»                  | 44     | 0      | 19.10.1905 | «Кингсхолм», Глостер                      | Матч в рамках турне |
| Сомерсет                   | 23     | 0      | 21.10.1905 | «Джарвисес Филд», Тонтон                  | Матч в рамках турне |
| «Девонпорт Альбион»        | 21     | 3      | 25.10.1905 | «Ректори Граунд», Ньютон-Эббот            | Матч в рамках турне |
| Графства Мидлендс          | 21     | 5      | 28.10.1905 | «Уэлфорд Роуд», Лестер                    | Матч в рамках турне |
| Суррей                     | 11     | 0      | 01.11.1905 | «Ричмонд Атлетик Граунд», Лондон          | Матч в рамках турне |
| «Блэкхит»                  | 32     | 0      | 04.11.1905 | «Ректори Филд», Лондон                    | Матч в рамках турне |
| «Оксфордский университет»  | 47     | 0      | 07.11.1905 | «Иффли Роуд», Оксфорд                     | Матч в рамках турне |
| «Кембриджский университет» | 14     | 0      | 09.11.1905 | «Грендж Роуд», Кембридж                   | Матч в рамках турне |
| «Ричмонд»                  | 17     | 0      | 11.11.1905 | «Ричмонд Атлетик Граунд», Лондон          | Матч в рамках турне |
| Бедфорд                    | 41     | 0      | 15.11.1905 | «Голдингтон Роуд», Бедфорд                | Матч в рамках турне |
| Шотландия                  | 12     | 7      | 18.11.1905 | «Инверлит», Эдинбург                      | Тестовый матч       |
| «Уэст оф Скотланд»         | 22     | 0      | 22.11.1905 | «Хэмпден Парк», Глазго                    | Матч в рамках турне |
| Ирландия                   | 15     | 0      | 25.11.1905 | «Лэнсдаун Роуд», Дублин                   | Тестовый матч       |
| «Манстер»                  | 33     | 0      | 28.11.1905 | «Маркетс Филд», Лимерик                   | Матч в рамках турне |
| Англия                     | 15     | 0      | 02.12.1905 | «Кристал Пэлас», Лондон                   | Тестовый матч       |
| Челтнем                    | 18     | 0      | 06.12.1905 | «Атлетик энд Рекриэйшн Граунд», Челтнем   | Матч в рамках турне |
| Чешир                      | 34     | 0      | 09.121905  | «Беркенхед Парк», Беркенхед               | Матч в рамках турне |
| Йоркшир                    | 40     | 0      | 13.12.1905 | «Хедингли», Лидс                          | Матч в рамках турне |
| Уэльс                      | 0      | 3      | 16.12.1905 | «Кардифф Армс Парк», Кардифф              | Тестовый матч       |
| «Гламорган»                | 9      | 0      | 21.12.1905 | «Сент-Хеленс», Суонси                     | Матч в рамках турне |
| «Ньюпорт»                  | 6      | 3      | 23.12.1905 | «Атлетик Граунд», Ньюпорт                 | Матч в рамках турне |
| «Кардифф»                  | 10     | 8      | 26.12.1905 | «Кардифф Армс Парк», Кардифф              | Матч в рамках турне |
| «Суонси»                   | 4      | 3      | 30.12.1905 | «Сент-Хеленс», Суонси                     | Матч в рамках турне |
| Франция                    | 38     | 8      | 01.01.1906 | «Стад Коломб», Париж                      | Тестовый матч       |
| Британская Колумбия        | 43     | 6      | 10.02.1906 | «Юнивёрсити оф Кэлифорнье Граунд», Беркли | Матч в рамках турне |
| Британская Колумбия        | 65     | 6      | 13.02.1906 | «Рекриэйшн Парк», Сан-Франциско           | Матч в рамках турне |
| Всего                      | 976    | 59     |            |                                           |                     |

## Участники турне
Регбисты, менеджер и тренер «Ориджиналс» в турне по Северному полушарию:
Менеджер: Джордж Диксон.

Тренер: Джимми Данкан.
| Игрок             | Позиция        | Представляемый регбийный союз | Набранные очки |
| ----------------- | -------------- | ----------------------------- | -------------- |
| Джордж Джиллетт   | Фулбэк         | Кентербери                    | 18             |
| Билли Уоллес      | Трёхчетвертной | Веллингтон                    | 246            |
| Данкан Макгрегор  | Трёхчетвертной | Веллингтон                    | 50             |
| Эрни Бут          | Трёхчетвертной | Отаго                         | 17             |
| Джордж Смит       | Трёхчетвертной | Окленд                        | 57             |
| Гарольд Эбботт    | Трёхчетвертной | Таранаки                      | 47             |
| Хектор Томсон     | Трёхчетвертной | Уангануи                      | 44             |
| Эрик Харпер       | Трёхчетвертной | Кентербери                    | 24             |
| Джимми Хантер     | Пяти-восьмой   | Таранаки                      | 129            |
| Саймон Майнотт    | Пяти-восьмой   | Таранаки                      | 49             |
| Боб Динс          | Пяти-восьмой   | Кентербери                    | 60             |
| Билли Стед        | Пяти-восьмой   | Саутленд                      | 33             |
| Фред Робертс      | Полузащитник   | Веллингтон                    | 48             |
| Стив Кейси        | Нападающий     | Отаго                         | 0              |
| Джон Корбетт      | Нападающий     | Уэст-Кост                     | 0              |
| Билл Каннингем    | Нападающий     | Окленд                        | 22             |
| Фрэнк Глазго      | Нападающий     | Таранаки                      | 37             |
| Билл Гленн        | Нападающий     | Таранаки                      | 0              |
| Масса Джонстон    | Нападающий     | Отаго                         | 9              |
| Билл Маккрелл     | Нападающий     | Окленд                        | 3              |
| Алекс Макдональд  | Нападающий     | Отаго                         | 12             |
| Фред Ньютон       | Нападающий     | Кентербери — Уэст-Кост        | 3              |
| Джордж Николсон   | Нападающий     | Окленд                        | 18             |
| Джимми О’Салливан | Нападающий     | Таранаки                      | 3              |
| Чарли Силинг      | Нападающий     | Окленд                        | 24             |
| Джордж Тайлер     | Нападающий     | Окленд                        | 18             |
| Дэйв Галлахер     | Нападающий     | Окленд                        | 5              |

## Комментарии
1. ↑  «Полностью чёрные» (англ. All Blacks) — распространённое прозвище сборной Новой Зеландии, связанное с традиционной расцветкой её игровой формы.
2. ↑  англ. "These New Zealanders turn defence into attack with such bewildering rapidity as to prove that scrummaging is a mere detail. There is nothing in the game in which they do not excel."
3. ↑  англ. "Unfortunately, after this game injuries began to take their toll and prevented us ever putting in so fine a team again on the tour."
4. ↑  англ. "The notion that these men beat us because of our physical degeneracy is nonsense. They beat us by organisation and by tactics."
5. ↑  современное название позиции — «блуждающий полузащитник»
6. ↑  Тач-судья — один из членов судейской бригады, отслеживающий боковую линию поля. Если мяч или игрок, владеющий мячом, выходят за линию, тач-судья поднимает флаг, подавая тем самым сигнал главному судье.
7. ↑  Данная схема подразумевает участие двух игроков в первой линии, трёх — во второй, двух — в задней.
8. ↑  Тем самым новозеландцы локально лишались левого столба: если в первых линиях обеих команд располагаются три игрока, то самый левый регбист каждой — левый столб — касается оппонента только правым плечом, левая же сторона туловища и голова прямому давлению не подвергаются. Название позиции «левый столб» на английском — loosehead prop, что дословно означает «столб со свободной головой».
9. ↑  Согласно правилам игры, протолкнуть («зацепить», англ. hook) мяч назад может лишь центральный игрок первой линии, то есть хукер (англ. hooker). Так как новозеландцы, имевшие в первой линии двух регбистов, не обладали центральным, проталкивать мяч назад не мог ни один из спортсменов.
10. ↑  англ. "This was the thirty-second match of the tour and our hearts rejoiced at the thought that this was to be the last."
11. 1 2  Соответствует современному блуждающему полузащитнику или внутреннему центровому. Позиция была изобретена в Новой Зеландии.
12. ↑  Полузащитники находились в районе 4/8 поля, а трёхчетвертые — в районе 6/8.
13. ↑  Многие регбийные клубы формально называются «футбольными» благодаря историческим факторам формирования регби. В английском языке совокупность различных разновидностей регби называют rugby football («регби-футбол»), конкретную разновидность «регби-15» — rugby union («регби-юнион»).
14. ↑  англ. "The All Blacks, as they are styled by reason of their sable and unrelieved costume."
15. ↑  Соответствует современному центровому или крыльевому.